# Гроза (фильм, 1912)
«Гроза» — фильм 1912 года, первая экранизация пьесы А. Н. Островского «Гроза». Выпущен Московским отделением фирмы «Братья Пате» в Российской империи. Это была ещё эпоха немого кино, поэтому фильм является немым. Был одновременно снят с другой пьесой А. Н. Островского «Бесприданница».

## Сюжет
Вера Пашенная начала играть роль Катерины с 1907 года на сцене Малого драматического театра. Критиками её актёрская игра оценивалась как совершенная. Потому Катерину в первой экранизации исполняет именно она.
Сюжет фильма повторяет сюжет пьесы. В семье Кабановых всем заправляет мать Марфа Игнатьевна Кабанова, которая уверена, что семейная жизнь держится на чувстве страха. Её сын — безвольный тюфяк, который во всём поддерживает и копирует мать. Оба периодически обижают Катерину, которая является полной их противоположностью. Катерина привыкла жить в любви и свободе, а выйдя замуж, ощущает, что вянет в такой семье. К мужу она испытывает лишь жалость, потому всю свою любовь она направляет на Бориса Григорьевича, с которым тайно встречается. Но будучи светлой и искренней, она не может утаивать такой грех, потому рассказывает об измене мужу и свекрови, после чего бросается в Волгу и погибает.

## Актёрский состав
Известны лишь имена актёров, исполняющих роли главных героев:
- Вера Пашенная — Катерина
- Лидия Сычева — Кабаниха
- Борис Пясецкий — Борис

## Создатели
- Кай Ганзен — режиссёр
- Чеслав Сабинский — художник